# Västra Vitbergstjärnen
Västra Vitbergstjärnen är en sjö i Skellefteå kommun i Västerbotten och ingår i Skellefteälvens huvudavrinningsområde.